# Öhringen Hauptbahnhof
Öhringen Hauptbahnhof liegt an der Bahnstrecke Crailsheim–Heilbronn. Der Bahnhof gehört zum Verbundgebiet des H3NV und ist der größte sowie wichtigste Bahnhof des Hohenlohekreises.

## Geschichte
Eröffnet wurde der Bahnhof 1862. Früher hieß er Öhringen. Zum Fahrplanwechsel 2008/2009 im Dezember 2008 erhielt er den Zusatz Hbf.

## Fahrzeuge
Da die Bahnstrecke Crailsheim–Heilbronn ab Öhringen-Cappel elektrifiziert ist, teilen sich die an allen Stationen haltenden Züge in zwei Abschnitte auf: Im Abschnitt Öhringen-Cappel–Heilbronn kommen Elektrotriebzüge der Typen GT8-100D/2S-M und ET 2010 zum Einsatz. Diese Linie wird von der Albtal-Verkehrs-Gesellschaft in Verlängerung der Stadtbahn Karlsruhe und der Stadtbahn Heilbronn als Linie S4 befahren.
Als Regional-Express-Züge der Relation Heilbronn Hbf–Crailsheim sowie als Regionalbahn zwischen Schwäbisch Hall-Hessental und Heilbronn Hbf kommen hingegen Dieseltriebzüge der Baureihe 642 als Linien RE 80 und RB 83 zum Einsatz, Betreiber ist die Westfrankenbahn. Als Verlängerung der MEX 18 wird eine Verbindung von Heilbronn nach Öhringen und zurück morgens durch DB Regio Stuttgart mit Zügen vom Typ Bombardier Talent 2 angeboten.

## Verkehr
| Linie | Zuglauf | Taktfrequenz                                                                 |
| ----- | --- | ---------------------------------------------------------------------------- |
| RE 80 | Heilbronn Hbf – Weinsberg – Willsbach – Öhringen Hbf – Neuenstein – Waldenburg – Schwäbisch Hall – Schwäbisch Hall-Hessental – Crailsheim                                                                                     | 120 min (Heilbronn – Schwäbisch Hall Hessental gemeinsam mit RB 83 = 60 min) |
| RB 83 | Heilbronn Hbf – Weinsberg – Öhringen Hbf – Neuenstein – Waldenburg – Schwäbisch Hall – Schwäbisch Hall-Hessental | 120 min (Heilbronn – Schwäbisch Hall Hessental gemeinsam mit RE 80 = 60 min) |
| S 4   | Karlsruhe Albtalbf – Karlsruhe Hbf (Vorplatz) – Karlsruhe-Durlach – Bretten – Eppingen – Schwaigern (Württ) – Heilbronn Hbf/Willy-Brandt-Platz – Heilbronn Pfühlpark – Weinsberg – Willsbach – Öhringen Hbf – Öhringen-Cappel | 30 min                                                                       |

(Stand 2025)